# Korju
Korju (japonsko 古流, hepburn Koryu) v japonščini pomeni »stara šola« oz. »stara tradicija«. Besedna zveza zajema tradicionalne oz. klasične japonske borilne veščine, ki so obstajale pred obdobjem Meidži obnove sredi 19. stoletja, ko je fevdalna Japonska stopila na pot modernizacije. Veščine, nastale po tem obdobju poimenujejo kot Gendai budo.
Med veščine Korju sodi mnogo načinov tako goloroke kot oborožene borbe. Čas, v katerem so obstajale, je bil čas nenehnih vojn in spopadov, tako znotraj Japonske kot zunaj njenih meja. Namen veščin je tako bil izoblikovanje čim bolj popolnih, vsestranskih in predanih vojščakov, tako v fizičnem kot duhovnem smislu. Vojščak je moral biti izurjen v borbi z raznovrstnim orožjem, pripravljen na trenutke, ko je ostal brez njega, odlikovati se je moral z zvestobo gospodarju, predanostjo veščinam in disciplini ter skromnostjo. Celotna filozofija japonskih samurajev, ki so gojili veščine Korju, se imenuje Bušido.
Veščine Korju so se poučevale v posameznih šolah, ki so, zaradi različnih načinov vadbe, pravzaprav pomenile stile. Poimenovanje posameznih stilov veščin Korju je vsebovalo:
- ime kraja, kjer je veščina nastala oz. se gojila ali ime osebe ki je veščino razvila oz. poučevala ali opis glavnih značilnosti veščine ali...
- končnico »rju« - »šola, način, stil«

Primeri nekaterih imen:
Jagju Šinkage rju, Daito rju, Takeda rju, Katori Šinto rju...
Vsaka šola je vsebovala določen tip tehnik ali vidikov oz. neko učno snov. Nekatere šole so bile usmerjene v mečevanje druge v goloroko borbo, tretje v lokostrelstvo, nekatere pas so več vidikov združile v vsestranski sistem. Ime vidika je vsebovalo ime učne snovi, sledila pa je končnica »džucu« - »veščina, tehnika«.
Primeri:
- kendžucu - mečevanje
- iaidžucu - poteg meča
- ju jutsu, taidžucu,  - goloroka borba
- naginatadžucu - rokovanje z japonsko helebardo
- bodžucu - borba z dolgo palico
- sodžucu - borba z japonskim kopjem

Učenec, ki je osvojil znanje določene šole, je prejel o tem potrdilo v obliki zvitka. Pasov in stopenj, kot jih poznajo veščine Gendai budo, Korju ni vseboval.
Učenec veščin Korju je moral biti izredno pozoren in iznajdljiv, saj so mojstri gibe lahko predstavili le enkrat, v vsej popolnosti in brez razlage, nato je bila učenčeva naloga, da jih je po spominu in s predano vadbo osvojil. Vadba je bila naporna in pogosto zelo boleča, poškodbe redne, kakor tudi smrti. 
Zaradi upada zanimanja po nastanku veščin Gendai budo, negativne družbene stigme, ki je Korju ovrednotila kot ostanek nasilnih fevdalnih oblastniških struktur, pa tudi zaradi prevzema modernih načinov vojskovanja, so mnoge klasične japonske borilne veščine začele toniti v pozabo in izginjati. Zelo redke so se širile izven meja Japonske v izvirni obliki in tudi danes, ko se vrednotijo kot velika kulturna dediščina japonske zgodovine, jih na Japonskem ohranja in goji relativno malo število udeležencev. 
Mnogi razumejo veščine Korju kot pristne in večvredne v primerjavi z zvodenelimi in manjvrednimi veščinami Gendai budo. Nasprotno drugi vidijo veščine Korju le kot krute metode ubijanja, brez razvoja samostojne osebnosti in duhovnosti. V resnici obe skupini veščin skušata človeka razviti tako v telesnem kot duhovnem smislu, a imata zaradi zgodovinskih razlogov drugačen pristop, mnogo edinstvenih lastnosti in tako dobre kot slabe plati.